# Lijst van vlaggen van Tsjechië
Dit is een lijst van vlaggen van Tsjechië.

## Nationale vlag (perFIAV-codering)
|          | Civiele vlag | Staatsvlag | Oorlogsvlag |
| -------- | ------------ | ---------- | ----------- |
| Te land  | · ?          | · ?        | · ?         |
| Te water | · ?          | · ?        | · ?         |

## Historische vlaggen

Vlag van Tsjecho-Slowakije, 1918-1919
Vlag van Tsjecho-Slowakije, 1919-1920
Vlag van Tsjecho-Slowakije, 1920
Vlag van Tsjecho-Slowakije, 1920-1992
Vlag onder Duitse bezetting, 1939-1945

## Vlaggen van bestuurders
| Vlag                               | Periode      | Functie                            | Beschrijving |
| ---------------------------------- | ------------ | ---------------------------------- | --- |
| Vlag van de Tsjechische president. | 1993 - heden | Vlag van de Tsjechische president. | De vlag van de president is een witte vierkante vlag met in het midden het wapen van Tsjechië, boven het motto PRAVDA VITEZI ("De waarheid is onoverwinnelijk"). De randen bestaan uit blauwe, rode en witte driehoeken, als verwijzing naar de Tsjechische vlag. |